# Маркам
29°40′48″ пн. ш. 98°35′35″ сх. д. / 29.6799063° пн. ш. 98.593111° сх. д.
Маркам (кит. 芒康县, пін. Mángkāng Xiàn, трансліт. Markam) — один із повітів КНР у складі префектури Чамдо, Тибетський автономний район. Адміністративний центр — містечко Гарток.

## Географія
Маркам у середньому розташовується на висоті близько 3880 метрів над рівнем моря у межах Гендуаншаню. Захід повіту знаходиться у верхів'ях Меконгу, а східним кордоном повіту слугує річка Цзіньша.

### Клімат
Повіт лежить у зоні, котра характеризується океанічним кліматом субтропічних нагір'їв, точніше, його високогірною варіацією. Найтепліший місяць — липень із середньою температурою 12,2 °C. Найхолодніший місяць — січень, із середньою температурою -5 °С.
| Клімат повіту Маркам                               | Клімат повіту Маркам | Клімат повіту Маркам | Клімат повіту Маркам | Клімат повіту Маркам | Клімат повіту Маркам | Клімат повіту Маркам | Клімат повіту Маркам | Клімат повіту Маркам | Клімат повіту Маркам | Клімат повіту Маркам | Клімат повіту Маркам | Клімат повіту Маркам | Клімат повіту Маркам |
| Показник                                           | Січ.                 | Лют.                 | Бер.                 | Квіт.                | Трав.                | Черв.                | Лип.                 | Серп.                | Вер.                 | Жовт.                | Лист.                | Груд.                | Рік                  |
| Середній максимум, °C                              | 4,8                  | 6,3                  | 8,8                  | 11,9                 | 16,1                 | 19,1                 | 18,7                 | 18,3                 | 17,2                 | 13,6                 | 9,3                  | 6,4                  | 12,5                 |
| Середня температура, °C                            | −5                   | −2,9                 | 0,4                  | 4                    | 8,3                  | 11,9                 | 12,2                 | 11,7                 | 9,9                  | 5,4                  | −0,1                 | −3,9                 | 4,3                  |
| Середній мінімум, °C                               | −12,9                | −10,7                | −6,6                 | −2,5                 | 1,6                  | 6,1                  | 7,8                  | 7,4                  | 5,1                  | −0,7                 | −7                   | −11,6                | −2                   |
| Норма опадів, мм                                   | 1.1                  | 3.6                  | 11                   | 22.7                 | 34.6                 | 94.7                 | 175.7                | 152.5                | 87.8                 | 17.6                 | 4.7                  | 1.6                  | 607.6                |
| Вологість повітря, %                               | 46                   | 47                   | 52                   | 56                   | 57                   | 64                   | 72                   | 74                   | 72                   | 63                   | 54                   | 47                   | 59                   |
| -------------------------------------------------- | -------------------- | -------------------- | -------------------- | -------------------- | -------------------- | -------------------- | -------------------- | -------------------- | -------------------- | -------------------- | -------------------- | -------------------- | -------------------- |
| Джерело: Дані метеостанції №56342 (КНР, 1991-2020) |                      |                      |                      |                      |                      |                      |                      |                      |                      |                      |                      |                      |                      |